# Hufiec ZHP Braniewo
Hufiec ZHP Braniewo im. Mikołaja Kopernika – jednostka terenowa Związku Harcerstwa Polskiego, organizacja pożytku publicznego, utworzona w 1946 roku, obejmująca swym zasięgiem powiat braniewski.

## Historia

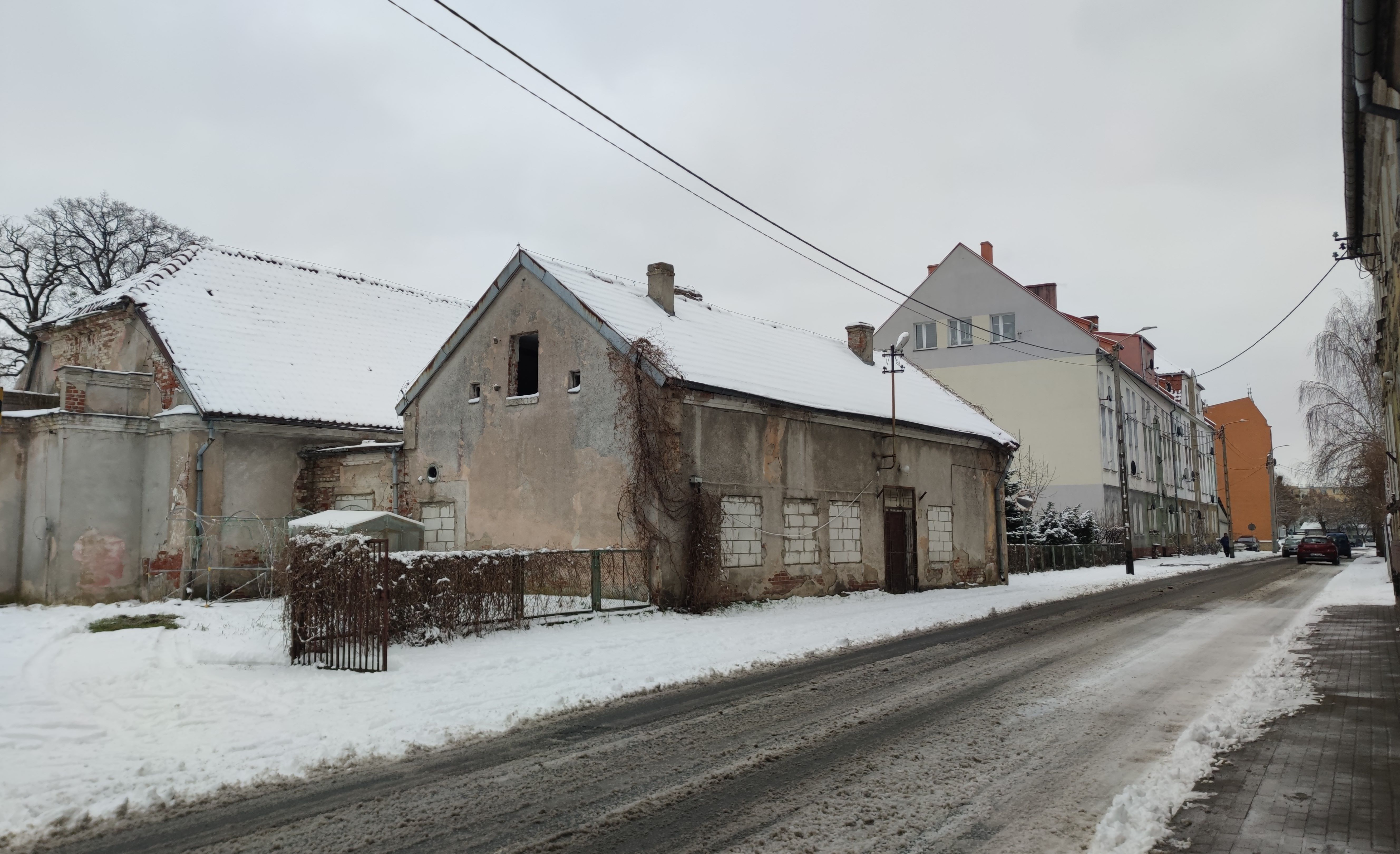
Pierwsza siedziba Hufca, ul. Przemysłowa

Za rok założenia harcerstwa na terenie Braniewa i powiatu braniewskiego przyjmuje się rok 1946. Wtedy to została założona przez Henryka Armistę pierwsza harcerska drużyna pozaszkolna przy Ochotniczej Straży Pożarnej w Braniewie. W tym samym roku powstała pierwsza drużyna żeńska, utworzona przez nauczycielkę Jadwigę Kwiatkowską przy szkole podstawowej. W następnym roku powstała kolejna drużyna harcerska przy uruchomionym 13 lutego 1947 Państwowym Gimnazjum Koedukacyjnym (tak nazywano wówczas liceum).
Początki były, jak zresztą całe życie w zniszczonym wojną mieście, trudne. Harcerze pracowali przy odgruzowywaniu miasta, przygotowywaniu targowiska miejskiego, przy urządzaniu sal lekcyjnych w szkołach czy rozdzielaniu podręczników. Pod koniec 1946 roku władze miasta przyznały harcerzom zniszczony budynek przy ul. Rzeźniczej (na zdjęciu, współcześnie ul. Przemysłowa). Obiekt po wyremontowaniu stał się pierwszą siedzibą organizacji, później była to przez wiele lat siedziba Powiatowego oraz Miejskiego Ośrodka Kultury. Pierwszym w historii komendantem hufca w Braniewie został Tadeusz Rybiński.
Harcerstwo w Braniewie, jak w całym odbudowującym się kraju, zyskiwało na popularności – w 1948 ZHP liczył w Polsce 300 tys. członków, najwięcej w swojej dotychczasowej historii, stał się najpopularniejszą organizacją młodzieżową i obok PSL oraz Stronnictwa Pracy było trzecią masową siłą w jawnej opozycji wobec komunistycznej władzy. Władza zaczęły szybko ograniczać działalność harcerstwa, przygotowując się do jego całkowitej likwidacji.

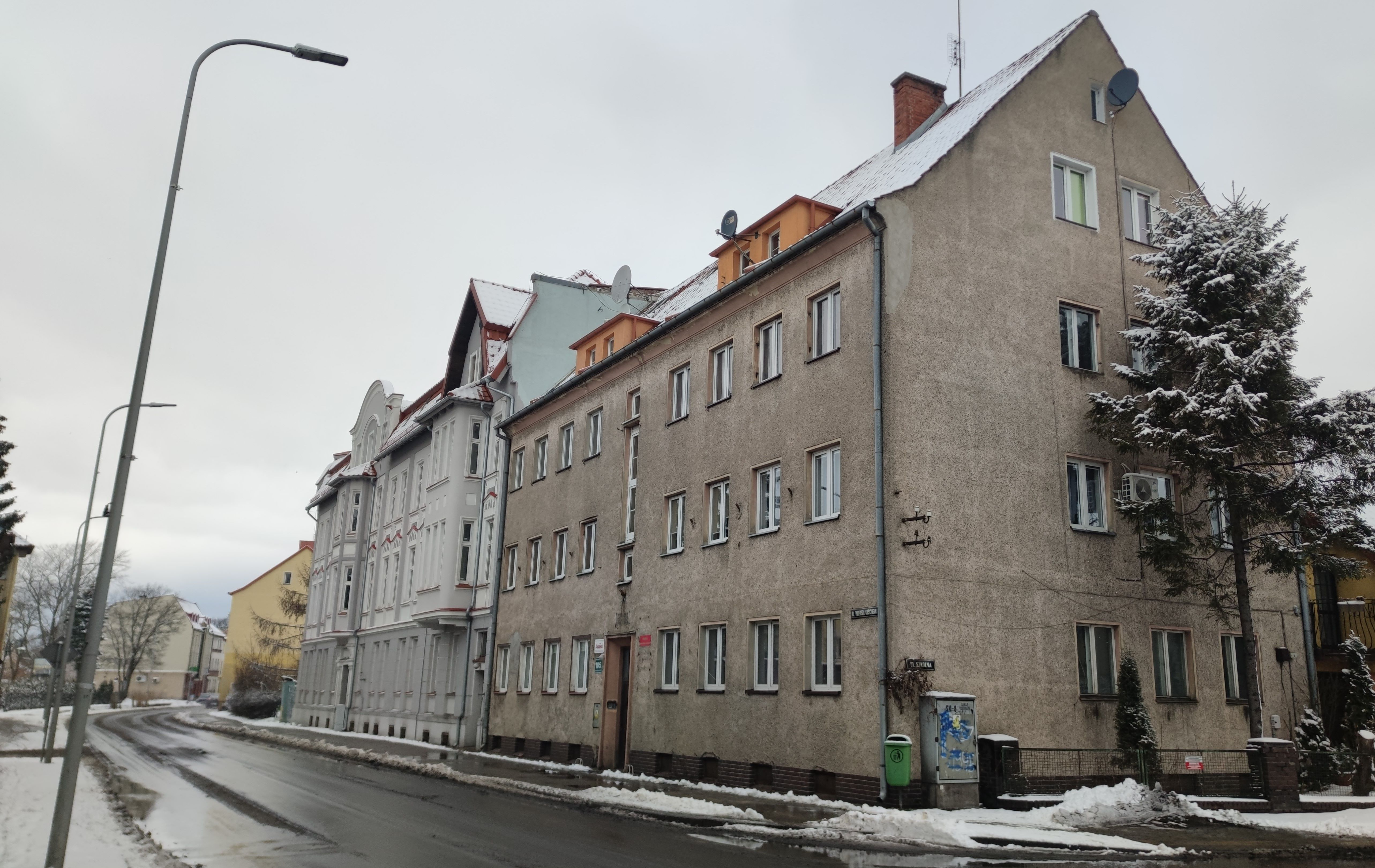
Ul. Kościuszki 105a – siedziba Hufca do 1973 roku

Już w lutym 1949 hufiec ZHP w Braniewie został rozwiązany, drużyny zostały tymczasowo podporządkowane hufcowi w Ornecie. Kryzys ogólnokrajowy narastał. Jeszcze w tym samym roku dokonano likwidacji struktur Związku Harcerstwa Polskiego w całym kraju. Harcerstwo zostało podporządkowane Związkowi Młodzieży Polskiej, wzorowanej na Organizacji Pionierskiej im. Włodzimierza Lenina działającej w ZSRR. Organizacja harcerska odrodziła się dopiero po odwilży październikowej 1956 roku. Do pracy w ZHP w Braniewie powracali dawni instruktorzy. W 1957 roku Hufiec w Braniewie odzyskał dawny sztandar, powstawały kolejne drużyny harcerskie i zuchowe przy szkołach podstawowych i ponadpodstawowych. Część drużyn posiada swoje specjalności, jak: służby granicznej, strażacka, łączności czy wędkarska. Hufiec ZHP Braniewo dysponował w tym czasie nawet swoją przystanią wodną. Harcerstwo w społeczeństwie cieszyło się ogromnym autorytetem i szacunkiem. Na dzień 1 stycznia 1958 Hufiec Braniewo liczył już 610 harcerzy i 135 zuchów i liczba ta stale rosła.
31 sierpnia 1965 komendantem Hufca został Leon Jarmałkowicz. Z inicjatywy jego i jego współpracowników, w związku z jubileuszem 1000-lecia Państwa Polskiego, zorganizowano kampanię „Bohater”, w wyniku której 18 czerwca 1966 roku Hufiec otrzymał imię Mikołaja Kopernika. W ten dzień na placu Defilad przy ul. Kościuszki w Braniewie odbył się uroczysty apel, w trakcie którego, oprócz imienia wielkiego astronoma, Hufiec otrzymał nowy sztandar.
W latach 1966–1973 w pobliskim Fromborku, a więc na terenie podlegającym pod Hufiec Braniewo – została przeprowadzona ogólnopolska akcja pod kryptonimem „Operacja 1001-Frombork”. W Hufcu Braniewo powstał zespół instruktorski, który, będąc w kontakcie ze sztabem Operacji, udzielał mu stałego wsparcia, a także pośredniczył w kontaktach z władzami miasta.

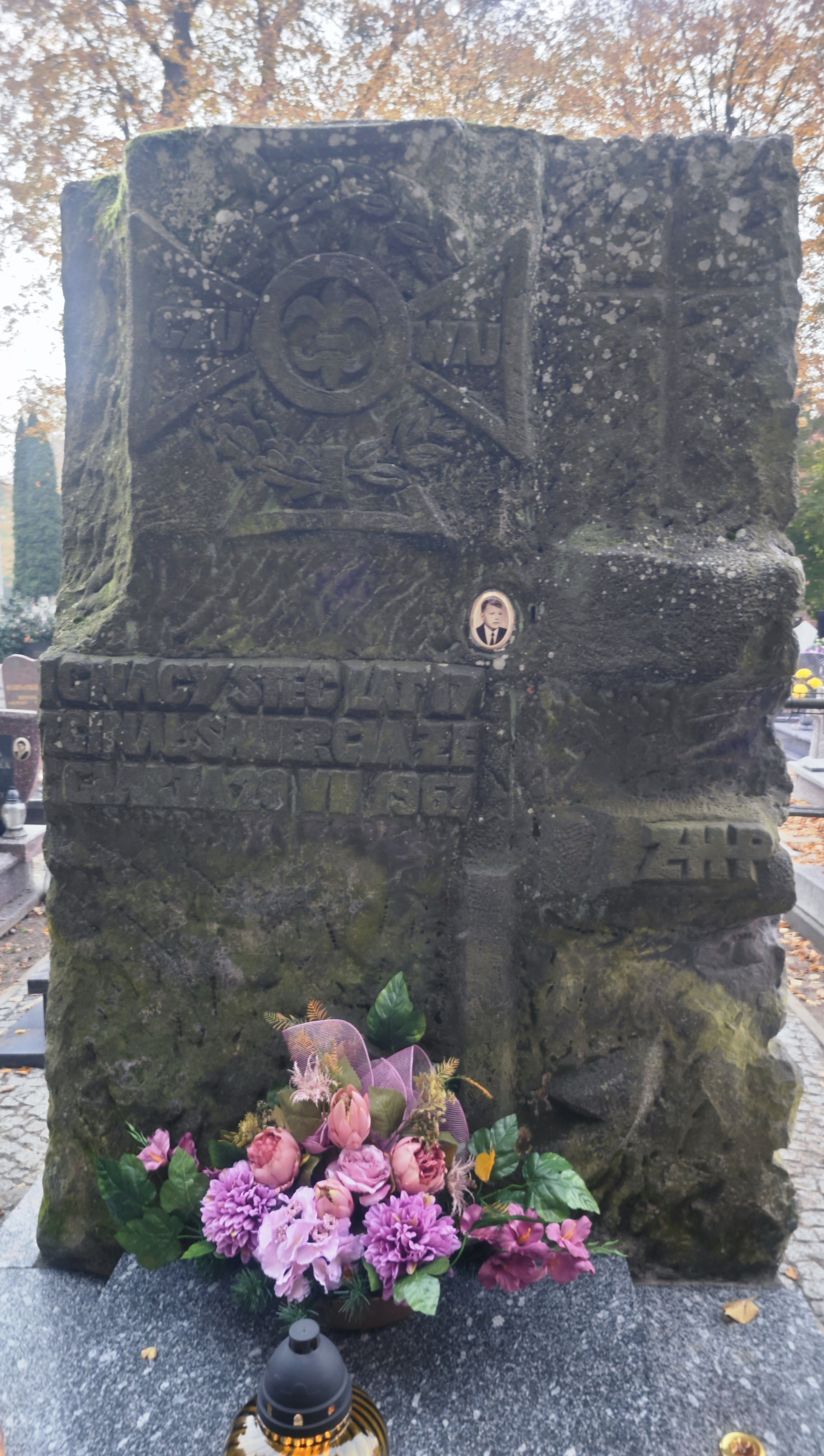
Grób phm. Ignacego Stecia, jednego z czwórki harcerzy, którzy zginęli na Zalewie Wiślanym

W lipcu 1967 roku doszło do tragicznego zdarzenia. 14 Drużyna Starszoharcerska z Liceum Ogólnokształcącego w Braniewie zorganizowała obóz żeglarski nad rzeką Baudą koło Fromborka. W dniu zakończenia obozu, 20 lipca 1967, już po przeprowadzonych egzaminach na patent żeglarza, podczas burzy nad Zalewem zatonęła łódź klasy „Słonka”, a czterech jej załogantów utonęło (trzech z nich było uczniami braniewskiego liceum). Tragedia ta odbiła się szerokim echem w kraju i była przyczyną zmian kadrowych w Hufcu.

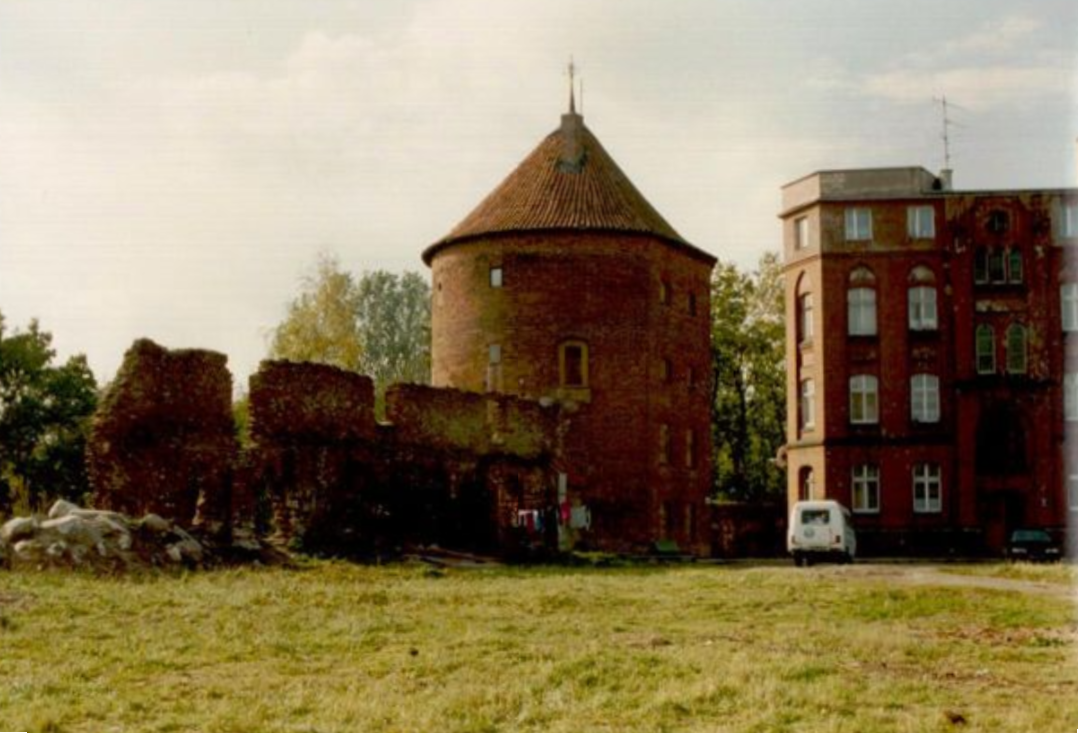
Baszta Harcerska, siedziba w latach 1973–1996

Przez pewien czas siedzibą braniewskich harcerzy była baszta przy amfiteatrze miejskim. W 1968 roku – z inicjatywy nowo powołanego zastępcy komendanta hufca Józefa Rusieckiego – uzyskano zgodę władz miasta na adaptację na potrzeby Hufca zniszczonej XIV-wiecznej baszty w południowo-zachodnim narożu murów obronnych Starego Miasta. Baszta ta znajdowała się wówczas w czasie ruiny, zabezpieczonej po wojnie tylko dachem, który uległ jednak ponownemu zniszczeniu i był niekompletny. Siłami harcerzy i budowlańców, przy pomocy wsparcia finansowego miasta, w ciągu 6 lat wyremontowano basztę. Wiosną 1973 dokonano jej uroczystego otwarcia, zwanej odtąd „harcerską”. Stała się ona nową siedzibą Komendy Hufca, która wcześniej mieściła się na parterze budynku na rogu ulicy Kościuszki i Szkolnej, pod adresem ul. Kościuszki 5a. W Baszcie Harcerskiej, oprócz pomieszczeń biurowych na parterze budynku, znajdowała się przestronna sala kominkowa, wyposażona w ręcznie wykonane stylowe dębowe meble i mieszcząca zbiory sali tradycji Hufca Braniewo. Na najwyższej kondygnacji baszty znajdowała się biblioteka z salą metodyczną oraz pomieszczenia Harcerskiego Klubu Łączności. Natomiast piwnice zaadaptowano na sanitariaty oraz wykorzystywano jako pomieszczenia gospodarcze. Według spisu z tego roku (1973) stan liczbowy hufca wynosił łącznie 3174 zuchów, harcerzy i instruktorów.
W 1975 roku przeprowadzono reformę podziału administracyjnego kraju, w wyniku której zamieniony został trójstopniowy podział administracyjny kraju (województwo – powiat – gmina) na rzecz dwustopniowego (województwo – gmina). Likwidacja powiatów wymusiła dostosowanie struktur ZHP do nowej sytuacji. Na podstawie uchwały Głównej Kwatery ZHP z dnia 19 maja 1975 roku Hufiec Braniewo obejmujący swym zasięgiem powiat został rozwiązany. W jego miejsce powołane zostały hufce miejskie w Braniewie i Ornecie oraz gminne związki drużyn we Fromborku, Lelkowie, Pieniężnie oraz Płoskini. Taki stan utrzymał się do roku 1982.
W 1976 roku, z okazji 30 rocznicy powstania Hufca Braniewo, został on odznaczony za dotychczasową działalność, jako jedyny w chorągwi, Krzyżem „Za Zasługi dla ZHP”.
W 1982 roku Hufcowi Braniewo zostały ponownie podporządkowane, samodzielne od 1975 roku jednostki harcerskie we Fromborku, Lelkowie, Pieniężnie i Płoskini.

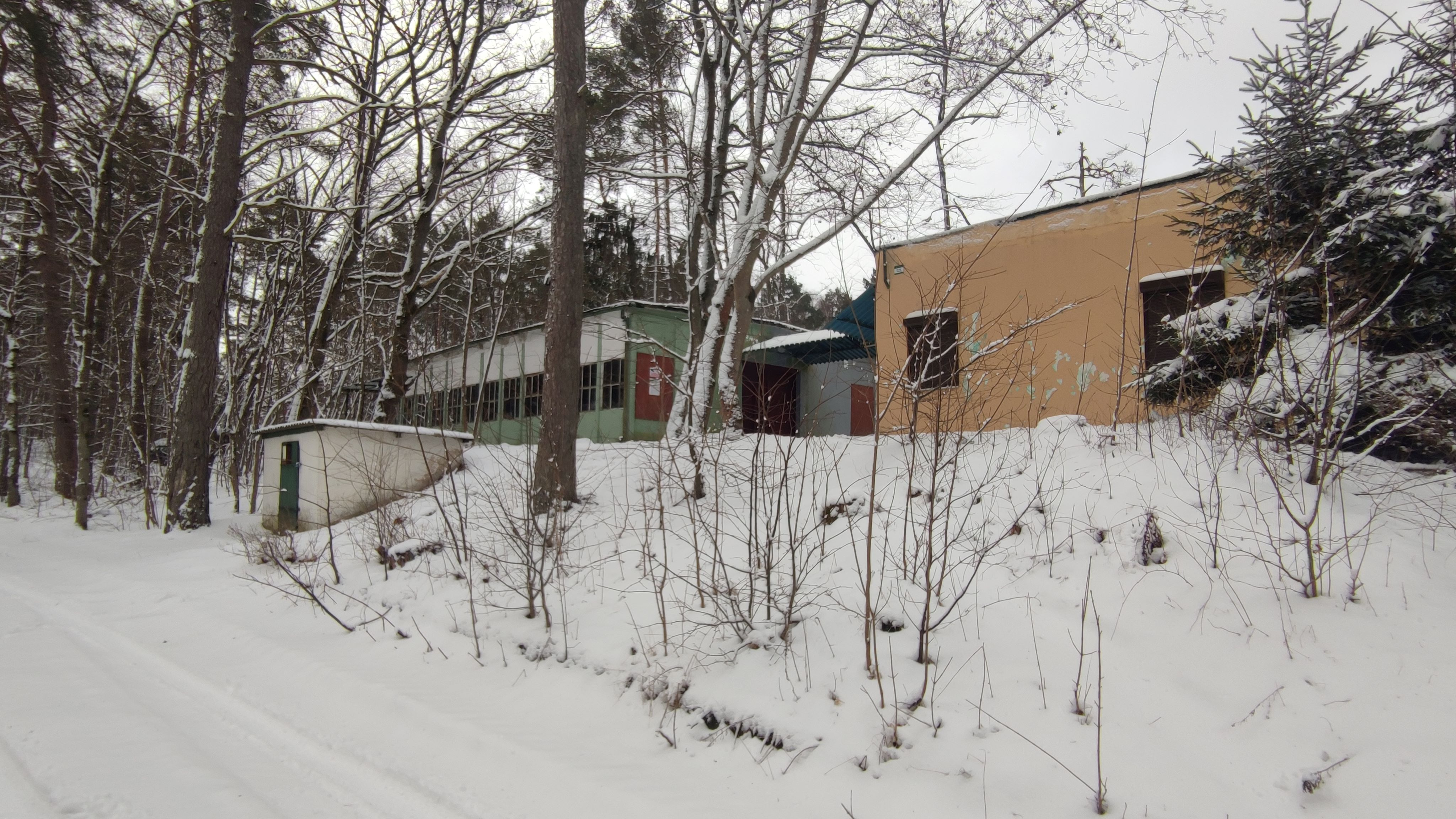
Baza biwakowa Frombork Bauda wybudowana w 1983 roku

W 1983 roku, dzięki wsparciu Rady Przyjaciół ZHP, przy Hufcu Braniewo otwarta została baza obozowa w Baranówce koło Fromborka (tzw. „Baza Górników”), dysponującą studnią głębinową, zapleczem sanitano-gastronomicznym i dwoma magazynami. Łączna wartość wykonanych w czynie społecznym prac wyniosła 850 tys. ówczesnych złotych. Wsparcia udzieliły między innymi braniewskie zakłady pracy, okoliczne państwowe gospodarstwa rolne, spółdzielnie handlowo-rolnicze oraz mleczarnia w Pieniężnie.
Lata transformacji ustrojowej 1989–1990 to czasy kryzysu gospodarczego i także kryzysu ruchu harcerskiego. Wpływ na to miało również zwolnienie nauczycieli z obowiązku prowadzenia różnych form zajęć pozalekcyjnych. Więzi drużyn z macierzystymi szkołami – miejscem nauki zuchów i harcerzy – znacznie osłabły. W Hufcu Braniewo rozpadło się wówczas wiele drużyn harcerskich i zuchowych.
W 1992 nastąpiła reorganizacja struktur ZHP. Chorągiew Elbląska, w której znajdował się Hufiec Braniewo, została rozwiązana. Hufiec Braniewo powrócił do Chorągwi Warmińsko-Mazurskiej w Olsztynie (w której był wcześniej do 1975 roku).

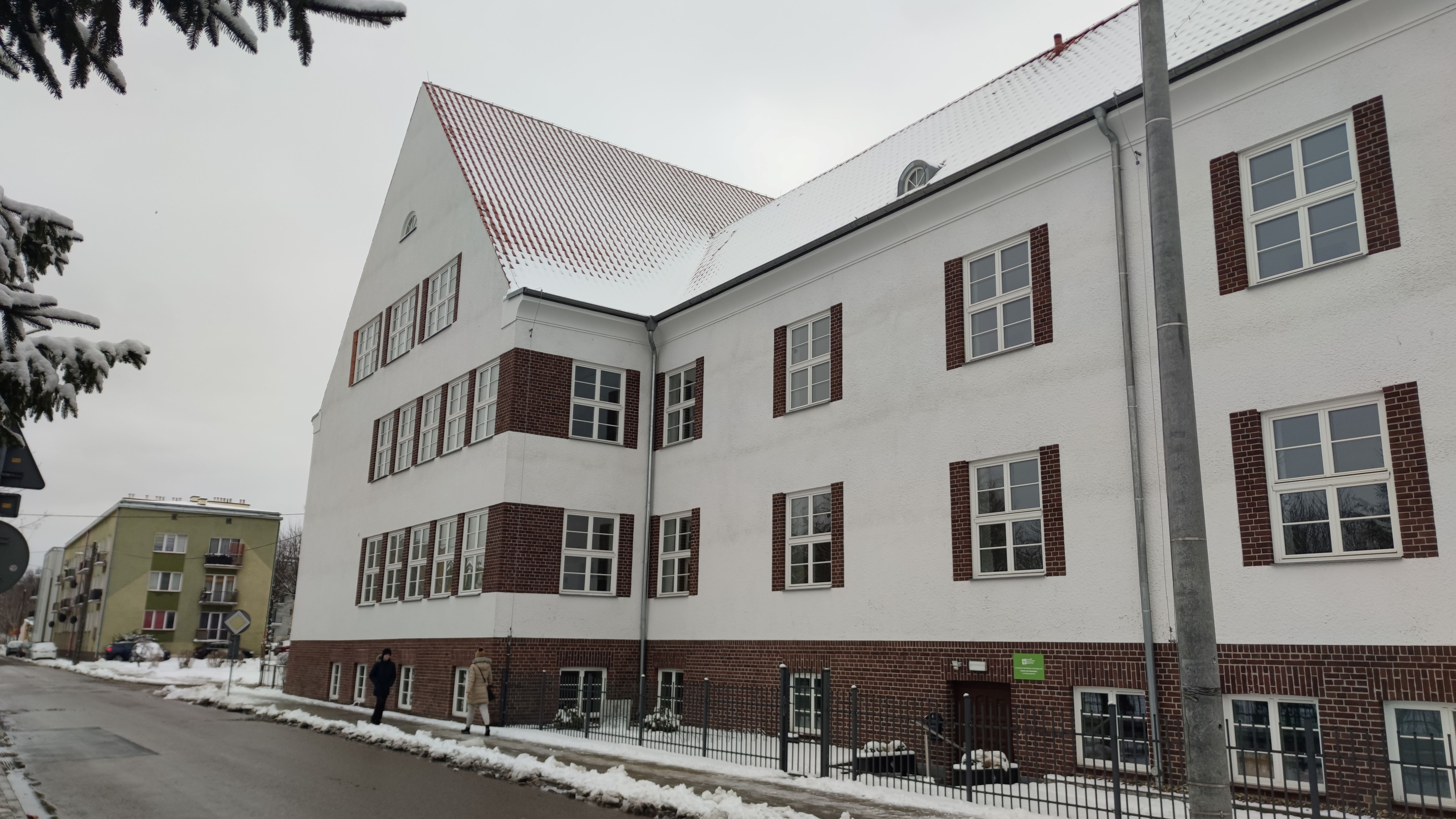
Siedziba Hufca od 1996 roku (w suterenie)

Po przemianach ustrojowych roku '89 Hufiec utracił również swoją wieloletnią siedzibę w Braniewie – średniowieczną basztę – którą wyremontował i która odtąd była nazywana – Basztą Harcerską. Stało się tak na skutek roszczeń Kościoła katolickiego do utraconego po II wojnie światowej majątku (obiekt ten w 1888 roku zakupił klasztor sióstr katarzynek za kwotę 3000 marek). Komisja Majątkowa, nie biorąc pod uwagę nakładów harcerzy na remont i utrzymanie w dobrym stanie obiektu, orzekła o jego zwrocie zgromadzeniu katarzynek. Spotkało się to z bardzo niechętnym przyjęciem przez członków ZHP. Pierwsza decyzja o przekazaniu obiektu zapadła już w roku 1991. Na mocy ugody zawartej z Komisją Majątkową harcerze uzyskali jeszcze prawo do 3-letniej dzierżawy baszty. W 1994 na prośbę burmistrza Tadeusza Kopacza katarzynki zgodziły się na przedłużenie umowy do końca pierwszego półrocza 1996 roku. Na dalszą dzierżawę baszty Rada Prowincjonalna zgromadzenia nie chciała już się zgodzić, toteż ostatecznie 9 sierpnia 1996 roku Zarząd Miasta Braniewa podjął decyzję o odebraniu baszty Hufcowi ZHP Braniewo.
Na posiedzeniu Zarządu Miasta Braniewa 4 września 1996 władze miejskie na nową siedzibę hufca przeznaczyły pomieszczenia w suterenie po zlikwidowanej kuchni i stołówce Szkoły Podstawowej nr 1 przy ul. Armii Krajowej. Na remont i adaptację nowego lokum, mimo trudnej sytuacji finansowej, przeznaczono z kasy miejskiej 15 tys. złotych.
W dniach 13–15 maja 2016 zostały zorganizowane uroczystości związane z 70-leciem Hufca ZHP Braniewo im. Mikołaja Kopernika. Największym wydarzeniem obchodów było wręczenie podczas apelu nowego sztandaru dla braniewskich harcerzy.